# Alicia Saadi de Dentone
Alicia Arminda Saadi de Dentone (San Fernando del Valle de Catamarca, 4 de mayo de 1950) es una abogada y política argentina, del Partido Justicialista, que se desempeñó como senadora nacional por la provincia de Catamarca entre 1988 y 1993, cuando renunció tras un fallido intento de elección por otra banca con mandato hasta 2001.

## Biografía
Nació en 1950, siendo la única hija mujer de Vicente Saadi (1913-1988), quien fuera gobernador de Catamarca y senador nacional en diversos períodos, y de su esposa Alicia Cubas (1916-2004). Sus abuelos eran inmigrantes oriundos de Siria.
Se casó con Julio Alberto Dentone, quien fuera directivo del Banco de la Nación Argentina durante el gobierno de Carlos Menem.
De profesión abogada (especializada en derecho constitucional) y escribana, también se recibió de licenciada en ciencia política. En política, militó en el Partido Justicialista (PJ).
Entre 1986 y 1987 fue subdirectora de la presidencia del bloque de senadores nacionales del PJ. En 1988 fue secretaria parlamentaria en la convención constituyente que reformó la Constitución de la Provincia de Catamarca.

### Senadora nacional
En noviembre de 1988 asumió como senadora nacional por Catamarca, sucediendo a su hermano Ramón, quien había sido elegido gobernador de su provincia. A su vez, Ramón estaba reemplazando a su padre Vicente, que había asumido la banca en 1986. El mandato se extendía hasta 1995, pero Alicia Saadi renunció en abril de 1993.
En la cámara alta, presidió la comisión de Asuntos Constitucionales.
Buscó permanecer en el Senado de la Nación hasta 2001, intentando ser elegida para la banca ocupada por Julio Aurelio Amoedo hasta diciembre de 1992, pero numerosos legisladores provinciales se oponían a realizar la asamblea legislativa para su elección. En abril de 1993, ocurrió un escándalo en la denominada «asamblea trucha» de la Legislatura Provincial celebrada en un salón de la sede de la Caja Nacional de Ahorro y Seguro, denunciando la prensa un «acuerdo» entre el menemismo y el saadismo para que Alicia Saadi pudiera así ser elegida senadora nacional.
La asamblea, que debía tratar la designación de la banca dejada por Amoedo, se convocó fuera del recinto legislativo y por el entonces presidente provisional del Senado provincial, Adolfo Giordani, sin tener esa atribución. Giordani ya había sido detenido en su casa días antes, por intentar convocar una asamblea similar, cuando era potestad del vicegobernador y presidente del Senado Simón Hernández (del Frente Cívico y Social de Catamarca).
En la sesión celebrada en la sede de la Caja Nacional de Ahorro y Seguro el 6 de abril de 1993, la ausencia de algunos legisladores fue rápidamente sustituida por la designación de suplentes. Así Alicia Saadi logró ser designada para suceder a Amodeo, y un ignoto Anastasio Carrizo (amigo personal de Vicente Saadi), fue nombrado para completar el mandato de Alicia (que se extendía hasta 1995) en la banca original. Tras la sesión, Giordani intentó trasladarse en avioneta hacia Buenos Aires (para llevar las actas de la elección), pero un juez acompañado de agentes de la Gendarmería Nacional intentó detenerlo. En el aeropuerto de la capital provincial, se cruzaron partidarios y efectivos de seguridad, tanto para evitar como para permitir el despegue de la avioneta. En medio del tumulto, el entonces diputado nacional saadista Miguel Enrique Ferradás apuntó a un gendarme con un arma de fuego.
Alicia Saadi ya había presentado la renuncia a su banca (sin indicar una fecha precisa en su carta), ingresando por mesa de entradas del Senado al día siguiente de la fallida asamblea. Giordani presentó las actas ante el Senado de la Nación, siendo las mismas rechazadas por la cámara alta. Días más tarde, el 21 de abril, el Senado aprobó la renuncia de Saadi al cuerpo, aunque un sector de la bancada peronista intentó impedirlo. Mario Nallib Fadel la sucedió en la banca hasta 1995.
En las elecciones legislativas de 2001 fue candidata a senadora nacional en la lista del Alianza Frente Unidos por Catamarca, compitiendo por fuera del Partido Justicialista. En las legislativas de 2009 volvió a ser candidata al Senado por la Alianza Frente Movimiento de Acción Popular, acompañando en la fórmula a su hermano Ramón.